# 16

## Události
- Římská armáda pod velením Germanika zvítězila u Idistavisa nad germánským vojevůdcem Arminiem a zajala jeho ženu Thusneldu.

## Narození
- Julia Drusilla, sestra římského císaře Caliguly († 38)

## Hlava státu
- Římská říše – Tiberius (14–37)
- Parthská říše – Artabanos II. (10/11–38)
- Kušánská říše – Heraios (1–30)
- Čína, dynastie Chan (206 př. n. l. – 220 n. l.) – Wang Mang (8–23)
- Markomani – Marobud (?–37)